# Спамберг

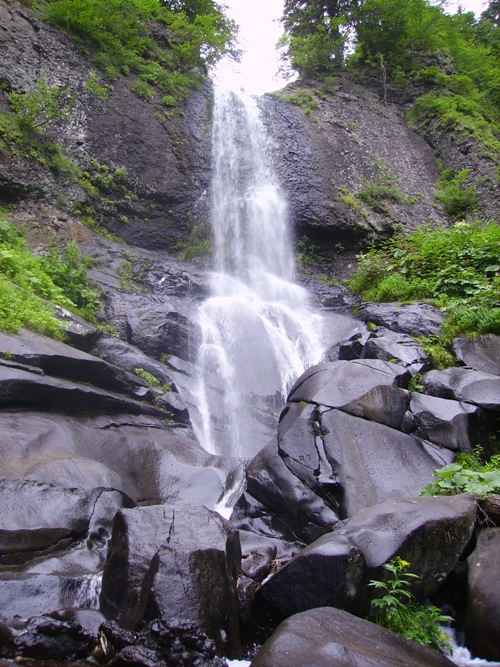
Шуйский водопад

Спамберг (Шпанберг; айн. Асьпенисири — «гора— плавник касатки»; яп. 野田寒岳 Нодасаму-дакэ) — горная вершина, самая высокая в Южно-Камышовом хребте Западно-Сахалинских гор. Расположена на юго-западном побережье острова Сахалин, к востоку от мыса Яблоновый. На горе сходятся водоразделы рек Найбы, Чеховки, Чёрной, Маяковского и Новосёлки, в 15 км к юго-востоку от села Новосёлово и в 60 км к северу от города Холмск. Пик имеет правильную конусообразную форму с двумя вершинами: Северной (1021,4 м) и Южной (1029,7 м). Почти 8 месяцев вершины покрыты снегом. На Северной вершине между собой граничат Холмский, Томаринский и Долинский городские округа. Склоны горы покрыты темнохвойной тайгой из аянской ели и сахалинской пихты, а также кедрового стланика. Встречаются альпийские луга, на вершине расположены выходы кристаллических пород.
Гора названа в честь Мартына Петровича Шпанберга (? — 1761), участника Первой и Второй Камчатских экспедиций, датчанина по происхождению, состоявшего на русской службе с 1720 года. На старых картах название горы указывалось как Шпанберг, но с учётом редактирования и переиздания карт гора получила второе, более распространённое название — Спамберг.
Пик является важнейшим объектом туризма в Сахалинской области. Здесь расположился уникальный памятник природы — 18 горных озёр обвального происхождения, единственные горные озёра на Сахалине. Они занимают обширное горное плато на высоте 800 м. Самыми большими озёрами являются Моховое и Осочное (Каменистое), каждое из них имеет протяжённость около 1000 м, расстояние между ними всего 600 м. Озёра являются комплексным памятником регионального значения, были взяты под охрану государства постановлением Сахалинского облисполкома 28 марта 1990 года. Уникальность Спамберга заключается в его гидросистеме: из горы повсюду бьют горные ключи, заполняющие озёра и русла рек, которые стекают с горного плато каскадами различной высоты. Живописные водопады привлекают сюда многочисленных туристов. Один из них, Шуйский, состоит из двух мощных потоков высотой 35 м, по праву считается одним из чудес Сахалина.
Туристические фирмы, работающие в Южно-Сахалинске и Холмске, предлагают туристические маршруты с посещением всех достопримечательностей горы.